# José Posadas
José Posadas o José Posada fue un marino español, nacido en Llanes (Asturias) hacia 1772 y fallecido en Chiclana de la Frontera (Cádiz), el 21 de junio de 1825.

## Biografía
Apenas recibido de guardiamarina, embarca en la fragata Santa Leocadia bajo el comando del capitán de navío don Rafael Mestre entrando en combate con los piratas berberiscos en aguas del Mediterráneo. Durante la guerra contra la República Francesa prestó servicio en dos buques: la fragata Florentina y el navío San Pedro, tomando parte en los ataques contra Tolón y Córcega, así como en diversos combates contra la marina gala. Ya con el grado de alférez de navío, se desempeñó en los siguientes buques: jabeque Africa (con el que participó en una operación anfibia contra Génova), bergantín Vigo, y luego en la corbeta Atrevida. Al estallar la guerra con Gran Bretaña pasa a servir en los grandes navíos de la Real Armada. Embarca en el San Juan Nepomuceno, el San Antonio y en el Concepción, todos de la escuadra del almirante Juan de Lángara. Con este último buque participa en la Batalla del Cabo San Vicente, librada el 24 de febrero de 1797. Luego dado el bloqueo británico a que se ve sujeta la base de Cádiz, Posadas se involucra cada vez más en los servicios en tierra, siéndole encargada la instrucción de tropas de marinería junto al avituallamiento de la plaza. Pasa después al apostadero de Rota, bajo el mando del almirante don Antonio de Escaño, y participa en diversos encuentros con embarcaciones sutiles enemigas en protección de los pescadores gaditanos. Tras la paz subsiguiente pasa a servir en otros buques, como el navío Mexicano, basado en Ferrol. Luego presta servicio en las fragatas Clara y en la corbeta Fuerte en las que hace dos viajes de correo a la América antillana.
En 1809 era capitán de fragata y estaba destinado en Buenos Aires, desde donde el virrey Santiago de Liniers lo envió a Santa Fe al frente de una flotilla y con tropas de desembarco, debido a que sospechaba que existía en la ciudad un partido revolucionario, y para impedir que la ciudad de Montevideo, que estaba gobernada por una junta de gobierno rebelde a su autoridad, se comunicase por el río Paraná con el resto del Virreinato del Río de la Plata.
En 1810, al estallar la Revolución de Mayo, la totalidad de los oficiales de los buques surtos frente a Buenos Aires se pronunciaron en contra, y la Primera Junta no pudo impedir que se trasladaran con todos sus armamentos y tripulación a Montevideo. Al año siguiente, el virrey Francisco Javier de Elío lo puso al frente de una fuerza heterogénea de tropas que debían detener el avance de los revolucionarios comandados por José Artigas. Fue derrotado y tomado prisionero en la batalla de las Piedras, el 18 de mayo de 1811. En octubre del mismo año se puso en libertad en virtud de un canje de prisioneros.
Iniciado el segundo sitio de Montevideo, Posadas comandó el batallón de Infantería de Marina. Durante la fase final de la ofensiva de la escuadra patriota en la Campaña Naval de 1814, Posadas zarpó el 14 de mayo de ese año con la escuadra realista a bordo de la fragata Neptuno como segundo del comandante de la escuadra (y del Apostadero de Montevideo) Miguel de la Sierra. Ya trabado el combate en el Puerto del Buceo, su superior abandonó la escuadra a su suerte y se retiró de la lucha, por lo que Posadas debió asumir el mando. La escuadra fue completamente derrotada, cayendo Montevideo poco después.
Luego de estar varios años prisionero en Buenos Aires, Posadas regresa a España con su familia, pasando a ejercer como segundo del Arsenal de Marina de Cádiz; al mismo tiempo el rey le confiere la Orden de San Hermenegildo. En junio de 1822 se le otorga el mando de dicho Arsenal y la Carraca, recibiendo en noviembre de 1824 el grado de capitán de navío.